# Кохорта
Кохорта је у време античког Рима била војна јединица која је функционисала као део легије. У саставу једне кохорте обично је било око 480 легионара укључујући и шест центуриона као командира шест центурија које су чиниле једну кохорту. Величина једне центурије износила је 80 људи. У једној легији било је десет кохорти а прва је била двоструко већа од осталих девет, односно, број легионара у првој кохорти износио је око 900. 
Сама реч потиче од латинске речи cohors (двориште) која је првобитно означавала затворен простор, забране (за животиње) а касније попримила и друга значења: „телохранитељ“, „господство“...

## Историја
Легије су првобитно биле подељене на манипуле али је Гај Марије у II веку п. н. е. спровео опсежну војну реформу којом су уведене кохорте као нове формацијске јединице у оквиру легија. Идеје и експериментисање другачијом организацијом легија започели су ранији команданти попут Сципиона Афричког и доказали успешност поделе легија на кохорте. Маријанском реформом уведена је регрутација свих добровољаца (потребних физичких особина) римских држављана и Италика. Ратници су постали професионални војници, са дневном платом и осигураном пензијом, најчешће у виду комада плодне земље у колонијама. 
Подела на манипуле имала је тактичке предности на тешком терену док су кохорте пружале компактност и снагу каква је римској војсци све чешће била потребна у долазећим биткама. Кохорте су бројале око 600 бораца (као три манипуле) који су у ствари раније били hastati, principes и triarii. 
У једној легији било је 10 кохорти означене бројевима од I до X и са укупно 6.000 легионара (број је варирао по епохама). Главни тип јединица у њима била је тешка пешадија. 
Борбени размештај био је у три линије, слично ранијим манипулама распоређеним наизменично, по систему шаховског поља, како би легионари из друге и треће линије лакше прелазили у прву линију.

## Врсте кохорти
У првом параграфу дат је опис типичне кохорте у легији. У стварности, постојало је неколико врста кохорти: 
У Римској Империјалној Преторијанској гарди постојале су појединачне кохорте снаге 500 (cohors quingenaria) или 1000 ( cohors milliaria ) људи, а било је и мешаних пешадијских и коњичких јединица (cohors equitata) и оне су заједно егзистирале. 
Ту су биле и: 
- , помоћна јединица.
- , првобитно попуњавана морепловцима и морнарима.
- , јединица помоћне пешадије са придуженим коњичким ескадроном.
- , јединица пешадије.
- , јединица сачињена од извиђача који су чували Марка Антонија.
- , помоћна јединица која је примила војно одликовање.
- (од  - хаос), нередовна помоћна јединица.